# Pădurea Bistra
Pădurea Bistra este o arie protejată de interes național ce corespunde categoriei a IV-a IUCN (rezervație naturală de tip forestier) situată în județul Timiș, pe teritoriul administrativ al comunei Ghiroda.

## Localizare
Aria naturală cu o suprafață de 19,90 hectare, se află în partea central-nordică a județului Timiș, în lunca stângă a râului Bega, pe teritoriul sud-estic al satului Ghiroda, în partea nordică a localității Moșnița Veche, la 12 km. distanță față de municipiul Timișoara.

## Descriere
Rezervația naturală a fost declarată arie protejată prin Legea Nr.5 din 6 martie 2000 (privind aprobarea Planului de amenajare a teritoriului național - Secțiunea a III-a - zone protejate) și reprezintă o zonă împădurită cu scop de protecție pentru specii arboricole de stejar (Quercus robur), gârniță (Quercus frainetto) sau cer (Quercus cerris).